# Sant Andreu d'Arcavell
Sant Andreu d'Arcavell és una església del municipi de les Valls de Valira protegida com a bé cultural d'interès local.

## Descripció
D'una nau rectangular amb capelles laterals. Construcció rústega de pedres disposades sense ordre. Torre campanar formant línia amb el frontís.

## Història
Localitat esmentada a l'acta de consagració de La Seu l'any 839.